# 朱里エイコ
朱里 エイコ（しゅり エイコ 、本名：田辺栄子（たなべ えいこ）、1946年3月19日 - 2004年7月31日）は、日本の歌手である。
世界で活動していた。東京都出身。

## 18歳で単身渡米
1946年3月19日に、舞踏家兼振付師で『エド・サリヴァン・ショウ』に出演経験がある朱里みさをを母に、オペラ歌手を父に、「朱里みさを舞踏団」として巡業中の北海道札幌市で生まれる。生後間もなく家庭内暴力で両親が離婚し、巡業から戻った1949年秋から東京で育った。母は舞踏団を率いて全国巡業や渡米巡業などでして忙しく、叔父宅に預けられ、母と住んだのはかなり大きくなってからという。
1964年に日本人の海外渡航が自由化されると、11月に18歳で単身渡米し、ボブ・アルシルバーに師事する。ハリウッドからプロデューサーのトーマス・ポールが来日した際、多数の応募者からオーディションに合格し、ダウンタウンのエルコース・ホテルで初舞台を経験する。この年から2年間の契約で、ラスベガスやリノ、レイク・タホ、ハワイ、シアトル、シカゴ、ニューヨークなどアメリカ各地の一流ホテルやナイトクラブで活動する。無名の新人であるため、アメリカのランキング上位40曲が歌唱できることを常に求められる。ラスベガスでサラ・ヴォーンと同じ舞台を経験する。
1966年9月に帰国してリサイタルを日生劇場で開催する。以後レコード発売やワンマンショー開催など活動するも人気を博さず、ショーを観た芸能関係者は「彼女の持ち味が生かされるほど、当時の日本は進んでいなかった」とのちに語る。
1969年に再び単身渡米する。以前と違う自分を試すためグループに所属せず単独のエンターテイナーとして勝負することを決心し、ホテルと契約、バンドの編成、バンドメンバーの給与支払いなどのすべてを自身で担い、ラスベガスのリヴィエラ・ホテルなどで活動する。
1970年1月にラスベガスでショーが大成功し、2月にEiko Shuri and her bandとして「サハラ・ホテル」で2か月間ロングラン公演し、ネバダ、ニューヨーク、ロサンゼルス、ハワイでワンマンショーを開催する。
1971年2月に一時帰国し、ワーナー・パイオニアと契約する。
アメリカで活躍した経験を基に日本で再び活動を始めると、1972年1月に発売した「北国行きで」が大ヒットして第23回NHK紅白歌合戦に初出場するなど、デビュー8年目で日本国内の人気を得た。1972年10月のショーを最後にアメリカから帰国する。
1972年3月と5月に交通事故で頸部外傷を患い、心身が不安定な状態となる。1973年2月14日に福島県郡山市の「朱里エイコリサイタル」で、歌唱中に歌詞を間違えて途中から失声する。公演は途中打ち切りとなり、エイコはそのまま楽屋から失踪し、翌日以降の福島市といわき市の公演がキャンセルとなった。
1975年にマネジャーの渥美隆郎と結婚すると、安易な職域結婚として週刊誌などの芸能マスコミが批判的に報じる。アメリカで10年以上生活したエイコは、気兼ねなく会話して信頼できるパートナーと共に仕事することに違和感がなかった。

## アメリカと日本で活躍
アメリカで鍛えた歌唱力とダンスに加え、三味線やピアノを演奏しながら歌い、得意の玉乗りを披露するなど、ステージ構成や行動力が話題となる。
1975年3月28日に渡米し、4月1日から半年間、ニューオリンズ、プエルトリコ、ラスベガスなど各地でワンマンツアーを開催する。ザ・トゥナイト・ショー・スターリング・ジョニー・カーソンなどの番組に出演し、ツアー初日のショーをABCが放送した。4月に発売した「AH SO!」は、三味線を演奏しつつ歌うと観客が「AH SO!」と掛け声するなど、公演で好評となる。
6月に、ショーを見たタワー・オブ・パワーがジョイントレコーディングを企画する。ロサンゼルスのワーナースタジオで彼らの作品を中心にたびたび打ち合わせを重ね、『愛のめざめ I'm Not A Little Girl Anymore』と『絶体絶命 Buring My Bridges Behind Me』の2曲を10月から約1か月半を費やしてレコーディングし、日本とアメリカで発売した。
1976年3月に、フラミンゴ・ラスベガスでショーを見たコメディアンのレイカルド・デュオからカーネギー・ホール出演を打診される。6月19日に、日本人女性で初めてカーネギーホールで公演したレイカルド・デュオとのジョイントリサイタルは超満員となる。
9月に、カーネギー・ホール出演以後活動を共にするHervey Truittらバンドメンバーと共に帰国して国内各地で公演する。本公演を「海外に通用する日本人アーティスト」として企画したキョードー東京は、以後の公演を担当する。12月に渡米する。
1977年6月23日に東京から日本全国縦断リサイタルを開始する。6月に来日中のポール・アンカと面会してアピールすると、LPに収録されたマイ・ウェイを聴いて大絶賛したポールは4曲提供した。提供された曲のうちシングル発売した「ジョーのダイヤモンド」は、1978年の第7回東京音楽祭国内大会でゴールデン・スター賞と作曲賞を受賞する。
9月に渡米すると、バーブラ・ストライサンド、フランク・シナトラ、ダイアナ・ロスらを手掛けたドン・コスタのプロデュースで、ポール・アンカがオリジナル15曲を提供するアルバムを、10月から録音し、12月に「NICE TO BE SINGING」のタイトルで発売する。アルバム発売前の10月にトヨタ・チェイサーのCMソング「サムライ・ニッポン」を発売し、アルバムに「SAMURAI NIPPON」を収録する。
11月にレコーディングを終え、新曲プロモートのためにハリウッドでオーディションした4名のダンサーと共に帰国する。テレビやステージで活動すると、特徴的なタイトルやCMタイアップなど話題となる。
1979年ソウル国際音楽祭に日本代表で出場し、前年のLPに収録されている「I GET OFF ON YOU」などを歌う。この模様を収録したLPを韓国内のみで発売する。
5月にレニー・ホワイトがバックで参加する楽曲「窓あかり」を発売する。日本を拠点に活動し、全国各地でコンサートを催して盛況となる。
12月10日に初のベストアルバムを発売し、ワーナーと契約が終了する。12月に東京厚生年金会館で催されたリサイタルは、録音されたが未発売である。
1980年は、レコード会社と契約が進捗せず、多くをアメリカで活動し、日本で公演したが新曲は発売しない。
1981年にRCAレコードへ移籍し、リサイタルを1月8日に東京メルパルクホールから開始する。

## 葛藤と苦悩
1972年に「北国行きで」がヒットした頃から「実力重視ではなくヒット曲を重視する日本の芸能界は、ヒットがなければテレビに出られない、なぜ自分は日本人に受けいれてもらえないのか」と葛藤を続けた。
当時の日本はアイドル歌手が全盛で、周囲から実力派と評価を得ても努力して経験を重ねたエイコは、苦しみ、ヒット曲に恵まれず世間から忘れられてしまうのではないかと焦った。
精神的に不安定ながら公演を続けるが、1983年6月に名古屋で失踪してしばらく入院したが、復活を望む声援を得て徐々に活動を始める。
赤坂コルドンブルーに出演して1週間余、開演時間を過ぎても会場に現れず、品川区の自宅居室でパニック状態に陥り苦しみ悶える状態で関係者に発見される。栄養ドリンクを飲用直後に精神科で処方された薬剤を服薬したことで異常を呈していた。当日の公演は中止になり、のちにストレスなどから肝臓病を患い5年間入院加療した。

## 1983年以降
1983年に、渡米する。
1984年6月に一時帰国し、凱旋公演を東京から開始する。
1986年に帰国して日本で活動を増やす。
1987年にシングル「すべての愛をあなたに」を発売する。
1992年12月に、芸能生活25周年のリサイタルを開催する。
2004年7月31日に、虚血性心不全のため自宅において58歳で死去する。

## エピソード
- ラスベガスのステージで歌い終えると、偶然聴いていたリンゴ・スターはアンコールを繰り返してスタンディングオベーションした。「食事でもしないか?」と誘われたが断った。「あのときはまだ純情で、よくわかっていなかった。もし断っていなかったら、第二のオノ・ヨーコになれたのに」と後年語っている[4]。

## ディスコグラフィ

### シングル
- 旧名義時代（ビクターレコード）
  - 1〜3：田辺エイ子名義、4：田辺エイコ名義。

| # | 発売日         | A/B面 | タイトル         | 作詞             | 作曲       | 編曲       | 規格品番 |
| - | -------------- | ----- | ---------------- | ---------------- | ---------- | ---------- | -------- |
| 1 | 1963年 10月5日 | A面   | 交通戦争はイヤ   | さとうよしみ     | いずみたく | いずみたく | BS-151   |
| 1 | 1963年 10月5日 | B面   | 星はぼくらの仲間 | さとうよしみ     | いずみたく | いずみたく | BS-151   |
| 2 | 1964年 5月10日 | B面   | ぼくの子守唄     | 中村千栄子       | 湯山昭     | 湯山昭     | BS-1034  |
| 3 | 1964年 8月1日  | B面   | ブルーポニー     | いちかわゆうぞう | いずみたく | いずみたく | SV-56    |
| 4 | 1964年 8月10日 | A面   | 三人三羽         | 山上路夫         | いずみたく | いずみたく | SV-57    |

- 朱里エイコ名義
  - 1〜4：キングレコード、5〜8：ロンドンレコード、9〜25：ワーナー・パイオニア、26：RVC、27：ポリドール。

| #  | 発売日          | A/B面 | タイトル                          | 作詞                 | 作曲              | 編曲             | 規格品番   |
| -- | --------------- | ----- | --------------------------------- | -------------------- | ----------------- | ---------------- | ---------- |
| 1  | 1967年 4月10日  | A面   | 恋のおとし穴                      | 福地美穂子           | すぎやまこういち  | 森岡賢一郎       | BS-7162    |
| 1  | 1967年 4月10日  | B面   | 孤独の太陽                        | 音羽たかし           | J.Prieto          | 森岡賢一郎       | BS-7162    |
| 2  | 1967年 8月1日   | A面   | ジ・エンド・オブ・ラブ            | 福地美穂子           | すぎやまこういち  | 森岡賢一郎       | BS-7168    |
| 2  | 1967年 8月1日   | B面   | マシュ・ケ・ナダ                  | Jorge Ben Jor        | Jorge Ben Jor     | 森岡賢一郎       | BS-7168    |
| 3  | 1967年 11月20日 | A面   | イエ・イエ                        | 小林亜星             | 小林亜星          | 小林亜星         | BS-756     |
| 3  | 1967年 11月20日 | B面   | 恋のアングル                      | 福地美穂子           | すぎやまこういち  | 森岡賢一郎       | BS-756     |
| 4  | 1968年 5月1日   | A面   | アニマル1の歌                     | 武井君子             | 玉木宏樹          | 玉木宏樹         | BS(H)-2005 |
| 5  | 1968年 8月1日   | A面   | ハバナ・アンナ                    | 音羽たかし           | Leopold True Love | 森岡賢一郎       | TOP-704    |
| 5  | 1968年 8月1日   | B面   | クレイジー・ラヴ                  | 橋本淳               | すぎやまこういち  | すぎやまこういち | TOP-704    |
| 6  | 1968年 10月1日  | A面   | まぼろしの声                      | 世志凡太             | 森岡賢一郎        | 森岡賢一郎       | TOP-708    |
| 6  | 1968年 10月1日  | B面   | 悪魔のとりこ                      | 世志凡太             | 森岡賢一郎        | 森岡賢一郎       | TOP-708    |
| 7  | 1969年 4月1日   | A面   | しのび泣きの恋                    | なかにし礼           | 三木たかし        | 三木たかし       | TOP-712    |
| 7  | 1969年 4月1日   | B面   | むかしの貴方                      | 山口洋子             | 山崎唯            | 小谷充           | TOP-712    |
| 8  | 1969年 11月1日  | A面   | 恋のブラック・カード              | ヒロコ・ムトー       | はやし・こば      | はやし・こば     | TOP-717    |
| 8  | 1969年 11月1日  | B面   | 沈む夕陽は止められないの          | 赤木杏子             | はやし・こば      | はやし・こば     | TOP-717    |
| 9  | 1971年 7月25日  | A面   | 恋のライセンス                    | 片桐和子             | 小松久            | 森岡賢一郎       | L-1045R    |
| 9  | 1971年 7月25日  | B面   | ミスター・スマイル                | 片桐和子             | 小松久            | 森岡賢一郎       | L-1045R    |
| 10 | 1972年 1月25日  | A面   | 北国行きで                        | 山上路夫             | 鈴木邦彦          | 鈴木邦彦         | L-1069R    |
| 10 | 1972年 1月25日  | B面   | 時の流れにのこされて              | 山上路夫             | 鈴木邦彦          | 鈴木邦彦         | L-1069R    |
| 11 | 1972年 7月10日  | A面   | 心の痛み                          | 山上路夫             | 鈴木邦彦          | 鈴木邦彦         | L-1090R    |
| 11 | 1972年 7月10日  | B面   | 青春のときめき                    | 山上路夫             | 鈴木邦彦          | 鈴木邦彦         | L-1090R    |
| 12 | 1972年 9月25日  | A面   | 恋の衝撃                          | 山上路夫             | いずみたく        | 川口真           | L-1105R    |
| 12 | 1972年 9月25日  | B面   | あたたかい胸                      | 山上路夫             | いずみたく        | 川口真           | L-1105R    |
| 13 | 1973年 2月10日  | A面   | 見捨てられた子のように            | 千家和也             | 森田公一          | 馬飼野俊一       | L-1119R    |
| 13 | 1973年 2月10日  | B面   | 愛のサンセット                    | 山上路夫             | 鈴木邦彦          | 鈴木邦彦         | L-1119R    |
| 14 | 1973年 7月10日  | A面   | ジェット最終便                    | 橋本淳               | 川口真            | 川口真           | L-1139R    |
| 14 | 1973年 7月10日  | B面   | 渚のハイウェイ                    | 橋本淳               | 川口真            | 川口真           | L-1139R    |
| 15 | 1973年 11月25日 | A面   | あなたの勝ちだわ                  | 山上路夫             | いずみたく        | 穂口雄右         | L-1162R    |
| 15 | 1973年 11月25日 | B面   | そんなのないわ                    | 岩谷時子             | いずみたく        | 東海林修         | L-1162R    |
| 16 | 1974年 3月25日  | A面   | 二時から四時の昼下り              | なかにし礼           | 筒美京平          | 筒美京平         | L-1177R    |
| 16 | 1974年 3月25日  | B面   | 雨ものがたり                      | なかにし礼           | 筒美京平          | 筒美京平         | L-1177R    |
| 17 | 1974年 7月25日  | A面   | 白い小鳩                          | 山上路夫             | 都倉俊一          | 都倉俊一         | L-1196R    |
| 17 | 1974年 7月25日  | B面   | 愛の場所                          | さいとう大三         | 馬飼野俊一        | 馬飼野俊一       | L-1196R    |
| 18 | 1975年 4月25日  | A面   | AH SO!                            | 朱里エイコ           | 東海林修          | 東海林修         | L-1238R    |
| 18 | 1975年 4月25日  | B面   | 悲しみの鳥が飛び立つとき          | 山上路夫             | 川口真            | 川口真           | L-1238R    |
| 19 | 1976年 3月25日  | A面   | 愛のめざめ                        | Tower of Power       | Tower of Power    | Tower of Power   | L-1307W    |
| 19 | 1976年 3月25日  | B面   | 絶体絶命                          | Tower of Power       | Tower of Power    | Tower of Power   | L-1307W    |
| 20 | 1977年 3月25日  | A面   | 明日への願い                      | 山川啓介             | Harvey Truitt     | Harvey Truitt    | L-65R      |
| 20 | 1977年 3月25日  | B面   | 愛のフィーリング                  | 朱里エイコ           | M.Albert          | 馬飼野康二       | L-65R      |
| 21 | 1977年 6月25日  | A面   | めぐり逢い                        | 松任谷由実           | R.Edelman         | 新井英治         | L-93R      |
| 21 | 1977年 6月25日  | B面   | 陽はまた昇る                      | 山川啓介             | Harvey Truitt     | Harvey Truitt    | L-93R      |
| 22 | 1977年 11月25日 | A面   | ジョーのダイヤモンド              | なかにし礼 Paul Anka | Paul Anka         | 竜崎孝路         | L-174R     |
| 22 | 1977年 11月25日 | B面   | オクラホマ・モーニング            | Paul Anka            | Paul Anka         | 竜崎孝路         | L-174R     |
| 23 | 1978年 10月25日 | A面   | SAMURAI NIPPON                    | M.Bruno              | Peter Stone       | Peter Stone      | L-245R     |
| 23 | 1978年 10月25日 | B面   | サムライ・ニッポン                | 麻生香太郎           | Peter Stone       | Peter Stone      | L-245R     |
| 24 | 1979年 5月25日  | A面   | 窓あかり                          | 山口洋子             | 梅垣達志          | 梅垣達志         | L-281R     |
| 24 | 1979年 5月25日  | B面   | 星と女                            | 山口洋子             | 梅垣達志          | 梅垣達志         | L-281R     |
| 25 | 1979年 10月10日 | A面   | 愛は旅びと                        | 八坂裕子             | H.Mancini         | 梅垣達志         | L-313R     |
| 25 | 1979年 10月10日 | B面   | Everytime 愛                      | 朱里エイコ           | 朱里エイコ        | 栗原三行         | L-313R     |
| 26 | 1981年 4月13日  | A面   | 知らせないで                      | 片桐和子             | 馬飼野康二        | 馬飼野康二       | RHS-29     |
| 26 | 1981年 4月13日  | B面   | DON'T BE AFRAID                   | 片桐和子             | 鷺巣詩郎          | 鷺巣詩郎         | RHS-29     |
| 27 | 1987年 8月25日  | A面   | すべての愛をあなたに…             | 森浩美               | M.Masser G.Goffin | J.Latonio        | 7DX-1516   |
| 27 | 1987年 8月25日  | B面   | グレイテスト・ ラブ・オブ・オール | さかたかずこ         | M.Masser L.Creed  | J.Latonio        | 7DX-1516   |

### デュエット・シングル
| 発売日          | デュエット     | A/B面          | タイトル             | 作詞           | 作曲           | 編曲           | 規格品番       |
| キングレコード  | キングレコード | キングレコード | キングレコード       | キングレコード | キングレコード | キングレコード | キングレコード |
| --------------- | -------------- | -------------- | -------------------- | -------------- | -------------- | -------------- | -------------- |
| 1992年 10月21日 | 木崎たかし     | 01             | お手をどうぞ         | 愛田美穂       | 森裕次郎       | 桜庭伸幸       | KIDD-1146      |
| 1992年 10月21日 | 木崎たかし     | 02             | いつの日も愛のために | 朱里エイコ     | 朱里エイコ     | 桜庭伸幸       | KIDD-1146      |

### アルバム

#### オリジナル・アルバム
| 発売日                        | タイトル                                                             | 規格                 | 規格品番             | レーベル             |
| ワーナー・パイオニア          | ワーナー・パイオニア                                                 | ワーナー・パイオニア | ワーナー・パイオニア | ワーナー・パイオニア |
| ----------------------------- | -------------------------------------------------------------------- | -------------------- | -------------------- | -------------------- |
| 1972年4月25日                 | これから始まる何か PASSIONATELY S.EIKO                               | LP                   | L-6047R              | ワーナー・パイオニア |
| 1972年9月25日                 | 朱里エイコ セカンドアルバム 恋の衝撃                                 | LP                   | L-8013R              | ワーナー・パイオニア |
| 1973年3月25日                 | EIKO SHURI Ⅲ 朱里エイコ・サードアルバム                              | LP                   | L-8018R              | ワーナー・パイオニア |
| 1973年5月25日                 | パーティー はなやかなる集い                                          | LP                   | L-8020R              | ワーナー・パイオニア |
| 2003年11月15日                | パーティー はなやかなる集い                                          | CD                   | CDSOL-1081           | Solid Records        |
| 1973年8月25日                 | ジェット最終便                                                       | LP                   | L-8028R              | ワーナー・パイオニア |
| 1973年11月10日                | SUPER SELECTION TODAY                                                | LP                   | L-5051R              | ワーナー・パイオニア |
| 1974年2月25日                 | My Favorite Songs カーペンターズ、アダモほか世界のヒットソングを歌う | LP                   | L-8031R              | ワーナー・パイオニア |
| 1974年11月25日                | 朱里エイコのすべて JUMPING FLASH                                     | LP                   | L-5062-63R           | ワーナー・パイオニア |
| 1977年11月25日                | ENDLESS Eiko Meets Paul Anka                                         | LP                   | L-10095R             | ワーナー・パイオニア |
| 1978年12月21日 2021年05月17日 | NICE TO BE SINGING リマスタリング仕様盤発売                          | LP                   | L-10137R             | ワーナー・パイオニア |

#### ライブ・アルバム
| 発売日         | タイトル                          | 規格 | 規格品番   | レーベル             |
| -------------- | --------------------------------- | ---- | ---------- | -------------------- |
| 1972年11月25日 | オンステージ 新しい世界が今ここに | LP   | L-5525-56R | ワーナー・パイオニア |
| 2012年9月26日  | オンステージ 新しい世界が今ここに | CD   | WQCQ-420   | Tower To The People  |
| 1976年5月25日  | LAS VEGAS HERE I COME             | LP   | L-10033R   | ワーナー・パイオニア |
| 2012年9月26日  | LAS VEGAS HERE I COME             | CD   | WQCQ-421   | Tower To The People  |
| 1976年12月10日 | NOW ON STAGE                      | LP   | L-5525-26R | ワーナー・パイオニア |
| 2012年9月26日  | NOW ON STAGE                      | CD   | WQCQ-422   | Tower To The People  |

#### ベスト・アルバム
| 発売日         | タイトル                                                         | 規格 | 規格品番   | レーベル                     |
| -------------- | ---------------------------------------------------------------- | ---- | ---------- | ---------------------------- |
| 1979年12月10日 | BEST Greatest Hits '72-'79                                       | LP   | L-11009R   | ワーナー・パイオニア         |
| 1994年4月25日  | 朱里エイコ全曲集                                                 | CD   |            | ダブリューイーエー・ジャパン |
| 1998年9月25日  | レイト60'sモッド・ガール・コレクション (2) 朱里エイコ★イエ・イエ | CD   |            |                              |
| 2005年5月27日  | 究極のベスト! 朱里エイコ                                         | CD   | WPCL-70527 | WARNER MUSIC JAPAN           |
| 2010年         | スーパーベスト・コレクション                                     | CD   |            |                              |
| 2015年5月13日  | リトル・ダイナマイト～ベスト・オブ・朱里エイコ                   | CD   | WPCL-12080 | WARNER MUSIC JAPAN           |

### タイアップ曲
| 年     | 楽曲               | タイアップ                              |
| ------ | ------------------ | --------------------------------------- |
| 1964年 | 三人三羽           | テレビ東京系ドラマ「三人三羽」主題歌    |
| 1967年 | イエ・イエ         | レナウン「イエ・イエ」CMソング          |
| 1968年 | アニマル1の歌      | フジテレビ系アニメ「アニマル1」OPテーマ |
| 1978年 | サムライ・ニッポン | トヨタ自動車「チェイサー」CMソング      |

## 映画
- 松竹「喜劇　快感旅行」（1972年）
- 東宝「キタキツネ物語」（1978年）

## NHK紅白歌合戦出場歴
| 年度/放送回               | 回 | 曲目           | 出演順 | 対戦相手 |
| ------------------------- | -- | -------------- | ------ | -------- |
| 1972年（昭和47年）/第23回 | 初 | 北国行きで     | 03/23  | 堺正章   |
| 1973年（昭和48年）/第24回 | 2  | ジェット最終便 | 05/22  | 美川憲一 |

備考
出演順は「出演順/出場者数」で表す。

## CMソング
- レナウン「イエ・イエ」（1967年）
- 不二家「パラソルチョコレート」（1969年）
- コカ・コーラ「うるおいの世界」（1973年）
- キリンビール「ジョーのダイヤモンド」（1977年）
- トヨタ・チェイサー「SAMURAI NIPPON]（1979年）
- 三菱電機「Change Up」